# کیاکلا (سیمرغ)
کیاکلا یکی از شهرهای استان مازندران ایران است.
این شهر مرکز شهرستان سیمرغ است. بر اساس سرشماری سال ۱۳۹۵، جمعیت این شهر برابر با ۸،۰۴۰ نفر بوده‌است.

## مشخصات
این شهر از محله‌های کیاکلا، دستکنده‌کلا، سرپل، سیدمحله، وازیمال، سوخت‌آبندان و شهرک شهیدبهشتی تشکیل شده‌است. فاصلهٔ این شهر تا قائم‌شهر ۱۴ کیلومتر، تا بهنمیر ۱۱ کیلومتر، تا جویبار ۱۳ کیلومتر، تا بابل ۱۵ کیلومتر و تا ساری ۲۴ کیلومتر است.

## وجه تسمیه
واژه کِلا (kelā) دگرگون گشته واژه کَلاک (kalāk) و کَلات (kalāt) در مفهوم قلعه است، که در زبان مازندرانی به‌صورت کَلا (kalā) و کُلا (kolā)، و در زبان گیلکی و زبان تاتی کَلایه (kalaye) تلفظ می‌شود و در مفهوم دژ و آبادی مجهز به جایگاه دفاعی می‌باشد. این واژه در نام بیشتر روستاهای مازندران از رامسر تا گرگان، روستاهایی در شرق گیلان و در قسمت های شمالی قزوین شامل الموت دیده می‌شود.
بر خلاف زبان فارسی، در زبان های خانواده ایرانی شمال غربی به مانند گیلکی و مازندرانی صفت بعد از اسم می‌اید، در نتیجه واژه کیا+کلا معادل 'قلعه کیا' در فارسی می‌باشد.

## پیشینه تاریخی
نشانه‌های بر جای مانده از صفویه مانند امامزاده عبدالله قریه که از دربار صفویه در سده یازدهم مستمری نقدی و جنسی برای آن گرفته می‌شد و حتی پیشتر از آن تپه‌های بجامانده از هزاره اول قبل از میلاد همچون تپه اکوک و آغوزدین و همچنین وجود قلعه‌ای قدیمی در یکی از دهکده‌های کیاکلا نشان می‌دهد که مردمی در این دیار سکونت داشتند و این‌جا مرکز حکومتی بود و تدابیر سخت نظامی همانند دژی استوار برای آن وضع شده؛ و تپه‌های باستانی که به نام «دین» در جای جای این منطقه می‌باشد گواه این مطلب است.
نشان‌های فرهنگی دیگر همانند مقابر و مشاهد افرادی همچون ابویعقوب بن یوسف بن الحکم بن یعقوب تنبلایی و آیت الله سید ابراهیم ثاقبی نجارکلایی و آیت الله سید حسن بهشتی سمناکلایی و از دیگر افراد سرشناس کیاکلا می‌توان به شیرزاد گرجی نژاد که مدیر مدرسه قدیمی کیاکلا در محله سرپل بوده اشاره کرد؛
منابع تاریخی موجود در بعد از ظهور اسلام تا حکومت قاجاریه، مطلب روشن و خاصی را دربارهٔ کیاکلا بیان نمی‌کنند. زیرا در قرون گذشته، شهرهای مازندران یا طبرستان به تعداد شهرهای فعلی نبوده‌است. اما آنچه به اختصار نقل می‌شود حاکی از آن است که کیاکلا از سال ۲۵۰ هجری قمری و شاید پیش از آن به صورت دهستان و بلوک بوده‌است.

اردشیر برزگر در کتاب "تاریخ طبرستان" آنجا که در مورد شهرها و آبادی‌های بعد از اسلام توضیح داده‌است یکی از بخش‌های آباد را "رزمیخواست" می‌داند. رزمیخواست بخشی بوده از شهرستان بابل کنونی که تا سده سوم اسلامی در دست اسپهبدان مزمغانی بوده‌است، چنانکه ابن اسفندیار گوید:"... و مزمغان بن ونداد امید پیش از این محمد بن اوس (نایب خلیفه عباسی) به خشم… بود… چون کار حسن زید (داعی الکبیر ۲۵۰–۲۷۰ ق) قوت گرفت از بیشه بیرون آمد و به مامطیر (بارفروشده– بابل) رسید، روز پنجشنبه بیست و ششم شوال (۲۵۰ق) و مردم را با بیعت حسن زید دعوت کرد… حسن زید… پادشاهی رزمیخواست… به او سپرد و مثال داد که با ساری رود… (مصمغان) با حدود ساری رفت و به نوروز آباد (پوتم) لشگرگاه ساخت…" و پوتم را امروز فوتم خوانند؛ و دهکده‌ای است میان دو ده جدید الاسلام و اسماعیل کلای بلوک کیاکلای میان دو شهر شاهی و بابل. دوری پوتم از کیاکلا ۱۲ و ساری ۳۳ و جاده شوسه ۵ کیلومتر و دارای ۲۵ خانوار و ۱۵۰ تن مردم. در سفرنامه شخصی که اهل روسیه بود آمده‌است که در سیدمحله مردمانی قوی هیکل و تنومند زندگی می‌کردند که به آبادکردن جنگلها و دامداری امرار معاش می‌کردند.
از جاذبه‌ های گردشگری کیاکلانشان‌ مقبره ابویعقوب بن یوسف بن الحکم بن یعقوب و تپه‌های باستانی “دین” می باشند. 

## کتابخانه عمومی
کتابخانه عمومی کیاکلا در خیابان خیابان امام خمینی - خیابان شهرک، با درجه ۲، نزدیک به ۱۰هزار جلد کتاب دارد.

## مردم
شهر کیاکلا طبق آمار سال ۹۵ دارای ۸،۰۴۰ جمعیت بوده است. مردم کیاکلا به گویش قائمشهری که گویشی از زبان مازندرانی است صحبت می کنند.